# You're the Worst
You're the Worst é uma série de televisão estadunidense exibida pelo canal FX desde 17 de julho de 2014. A partir do dia 9 de setembro de 2015, a série foi movido para o canal FXX.

## Sinopse
Gretchen (Aya Cash) e Jimmy (Chris Geere) são provavelmente as últimas pessoas que você imaginaria ver em um relacionamento. Auto-destrutivos, independentes e egocêntricos, Jimmy é um escritor introspectivo e Gretchen é uma executiva de relações pessoais em Los Angeles. Apesar de tudo o que pode dar muito errado, eles acabam dando uma chance a este improvável romance.

## Elenco

### Elenco principal
- Chris Geere como Jimmy Shive-Overly
- Aya Cash como Gretchen Cutler
- Desmin Borges como Edgar Quintero
- Kether Donohue como Lindsay Jillian

### Elenco recorrente
- Janet Varney como Becca Barbara
- Todd Robert Anderson como Vernon Barbara
- Allan McLeod como Paul Jillian
- Shane Francis Smith como Killian Mounce
- Brandon Mychal Smith como Sam Dresden
- Stephen Schneider como Ty Wyland
- Giovonnie Samuels como Brianna
- Darrell Britt-Gibson como Shitstain
- Allen Maldonado como Honeynutz
- Mageina Tovah como Amy Cadingle
- Collette Wolfe como Dorothy Durwood
- Tessa Ferrer como Nina Keune

## Produção
A produção do piloto para You're the Worst, escrito por Stephen Falk, foi anunciado pela primeira vez em 17 de julho de 2013. Foi anunciado que vazamento foi concluída em 19 de setembro de 2013. Em 24 de janeiro de 2014, o canal FX anunciou que tinha ordenado o piloto a série, encomendar mais nove episódios para a primeira temporada.